# Animal Politics EU
L'Animal Politics EU (successora de l'Euro Animal 7) és una coalició política europea pels drets dels animals que es va formar per a les eleccions al Parlament Europeu de 2019 en la qual hi formaven part partits polítics dels Països Baixos, Bèlgica, França, Alemanya, Espanya, Portugal, Itàlia, Suècia, Finlàndia, Xipre i Regne Unit.

## Història
Euro Animal 7 es va formar el 2014 amb set partits polítics que es presentaven a les eleccions al Parlament Europeu de 2014. Incloïen partits de defensa dels animals de Xipre, Alemanya, Països Baixos, Portugal, Espanya, Suècia i Regne Unit. Els resultats de les eleccions van donar les dues primers eurodiputades, Anja Hazekamp als Països Baixos, i Stefan Eck a Alemanya. Ambdós van integrar-se al grup parlamentari Esquerra Unitària Europea/Esquerra Verda Nòrdica. A finals de 2014 Stefan Eck va deixar el seu partit (PMUT).
L'Animal Politics EU es va formar per a les eleccions europees de 2019 i va afegir partits polítics d'Itàlia, Finlàndia, Bèlgica i França. Van obtenir els mateixos escons en els Països Baixos i Alemanya, mentre que a Portugal es va elegir un nou eurodiputat, Francisco Guerreiro, que es va integrar en el grup parlamentari Els Verds/Aliança Lliure Europea. Anja Hazekamp va mantenir el seu escó dels Països Baixos i Alemanya va elegir Martin Buschmann, que inicialment formava part del grup parlamentari Esquerra Unitària Europea/Esquerra Verda Nòrdica, però va marxar-ne quan es va fer públic que havia format part d'un grup neonazi als anys noranta. Francisco Guerreiro va abandonar el seu partit (PAN) per discrepàncies amb la direcció el juny de 2020.

## Resultats electorals
| Estat         | Partit polític                                           | Eleccions 2014 | Eleccions 2014 | Eleccions 2019 | Eleccions 2019 | Referències   |
| Estat         | Partit polític                                           | % vot          | Escons         | % vot          | Escons         | Referències   |
| ------------- | -------------------------------------------------------- | -------------- | -------------- | -------------- | -------------- | ------------- |
| Alemanya      | Partei Mensch Umwelt Tierschutz (PMUT)                   | 1,2 %          | 1              | 1,4 %          | 1              | [ 9 ]         |
| Bèlgica       | DierAnimal                                               | -              | -              | 0,01%          | 0              | [ 10 ]        |
| Espanya       | Partit Animalista Contra el Maltractament Animal (PACMA) | 1,13 %         | 0              | 1,32 %         | 0              | [ 11 ] [ 12 ] |
| Finlàndia     | Eläinoikeuspuolue/Djurrättspartiet                       | -              | -              | 0,2 %          | 0              | [ 13 ]        |
| França        | Parti Animaliste                                         | -              | -              | 2,16 %         | 0              | [ 14 ]        |
| Itàlia        | Partito Animalista Italiano                              | -              | -              | 0,60 %         | 0              | [ 15 ]        |
| Països Baixos | Partit pels Animals                                      | 4,21 %         | 1              | 4,02 %         | 1              | [ 16 ] [ 17 ] |
| Portugal      | Persones-Animals-Natura (PAN)                            | 1,72 %         | 0              | 5,08 %         | 1              | [ 18 ] [ 19 ] |
| Regne Unit    | Animal Welfare Party                                     | 0,13 %         | 0              | 0,2 %          | 0              | [ 20 ] [ 21 ] |
| Suècia        | Djurens parti                                            | 0,24 %         | 0              | 0,10 %         | 0              | [ 22 ]        |
| Xipre         | ΚΟΜΜΑ ΓΙΑ ΤΑ ΖΩΑ ΚΥΠΡΟΥ                                  | 0,88 %         | 0              | 0,79 %         | 0              | [ 23 ] [ 24 ] |